# ケイトリン・サンチェス
ケイトリン・サンチェス（Caitlin Sanchez、1996年1月17日 - ）は、アメリカ合衆国の女優。

## 出演作品
- LAW & ORDER:性犯罪特捜班
- ドーラといっしょに大冒険
- フィービー・イン・ワンダーランド